# Танджунг
Танджунг — населённый пункт на юго-востоке острова Калимантан, Индонезия. Население — 32 458 чел. (по оценке 2010 года). Входит в состав округа Табалонг в провинции Южный Калимантан.

## География
Находится на юго-востоке острова Калимантан, в относительно равнинной местности. Недалеко к западу от Танджунга проходит граница между провинциями Южный Калимантан и Центральный Калимантан.
В черте Танджунга сливаются реки Табалонг и Баланган, образуя реку Негара, которая в свою очередь, является притоком реки Барито, впадающей в Яванское море.

## Этимология
По легенде, которая возникла в 1940-х годах, название происходит от слова «тахулулунг». Якобы группа жителей острова пришла на эти места в поисках новых участков, годных для ведения сельского хозяйства. Один из прибывших наступил на острый шип местного растения и закричал, призывая на помощь, что на банджарском языке и звучало как «тахулулунг».

## Административное деление
Танджунг является административным центром округа Табалонг. Не имея, как и большинство населённых пунктов подобного размера, статуса города, в административном плане является районом — кечама́таном. Подразделяется на 15 низовых административных единиц, 4 из которых являются поселениями (келура́ханами) и 11 деревнями (де́сами):
Поселения
- Агунг
- Хикун
- Джанкунг
- Танджунг

Деревни
- Банью-Таджун
- Гарунгунг
- Джуай
- Камбитин
- Камбтин-Райа
- Китанг
- Махе-Себеранг
- Памаранган-Кива
- Пуайн-Кива
- Сунгай-Пимпинг
- Вайау

## Экономика
В 2009 году общая площадь земель на территории района Танджунг, занятых лесами, составляла 241 210 га. Из них — 14 848,1 га планируется преобразовать в сельхозугодия, 116 467,0 га используются для нужд лесной отрасли, 44 462,5 га — в ограниченном пользовании, а остальное — охраняемые леса, заповедники и объекты культурного наследия. С 2003 года увеличилась площадь охраняемых лесов. Объёмы заготовки древесины, напротив, начали снижаться, достигнув в 2009 году величины в 49 747,22 м³. В Танджунге развивается производство мёда.
Танджунг является местом добычи каменного угля (добычу ведёт компания Adaro Energy — четвёртая в мире по данным 2011 года). В 2009 году здесь было добыто 40 590 189 т (для сравнения, в 2008 году было добыто 38 482 462 т). Всего за период с 1997 по 2009 гг. объём добычи угля здесь возрос примерно в 4,3 раза.
Активно развивается торговля, только в 2009 году было выдано 233 лицензии на ведение торговой деятельности. Большое распространение имеет кустарное производство. Существует производство пищевых продуктов, напитков и табачных изделий; текстиля, одежды и кожи; древесины и изделий из неё; бумаги и бумажной продукции, полиграфия; химической продукции, каучука и резиновых изделий; металлических изделий, машин и оборудования и др. Развито кооперативное движение.
Китайская компания Anhui Conch Cement реализует здесь строительство завода с сопутствующей инфраструктурой — портом, электростанцией и т. д. В 2017 году завод достиг мощности 3 млн т цемента в год.

## Отдых
В городе есть ряд достопримечательностей, таких, как, например, городской парк, Большая мечеть, Мемориальный парк национальных героев, торговый центр (молл) Баунтунг и др. Планируется строительства парка развлечений и спорткомплекса; вместе с ними будут построены рестораны, супермаркеты и др.

## Спорт
В городе есть ряд спортивных комплексов, в частности, Mustika Sport Cente, Tanjung Golf Field, Pembataan Tanjung Sport Complex и другие.

## Транспорт
Танджунг соединён автотрассой со столицей провинции, городом Банджармасин. Есть аэропорт, из которого осуществляются рейсы до Банджармасина (обслуживаются компанией Airfast Indonesia). Также в городе расположен транспортный терминал, в связи со строительством парка развлечений планируется перенести его на новое место.